# Çanakçı, İlkadım
Çanakçı là một xã thuộc quận İlkadım, tỉnh Samsun, Thổ Nhĩ Kỳ. Dân số thời điểm năm 2010 là 168 người.